# Sabrina Selva
Sabrina Selva (Mercedes, Argentina; 29 de diciembre de 1986) es una abogada y política argentina del Frente Renovador. Es Diputada de la Nación Argentina por la Provincia de Buenos Aires desde 2023.

## Biografía
Selva, abogada de la Universidad de Buenos Aires, comenzó su carrera pública en 2013 como Concejal del Partido de Mercedes por el Frente Renovador. Además, fue Subdirectora de Género y Equidad en la Biblioteca del Congreso de la Nación y Jefa de Gabinete en la Administración de Parques Nacionales.
Para las elecciones 2023, fue propuesta como candidata a diputada nacional de Unión por la patria en décimo sexto lugar, y resultó electa.

## Historial electoral
| Año  | Candidatura                            | Partido/Coalición                    | Elección     | votos     | Porcentaje       | Resultado                 |
| ---- | -------------------------------------- | ------------------------------------ | ------------ | --------- | ---------------- | ------------------------- |
| 2023 | Diputado de la Nación por Buenos Aires | Frente Renovador/Unión por la Patria | Legislativas | 4.094.665 | \| \| 43,71 % \| | Electo (16vo lugar lista) |
|      | 43,71 %                                |                                      |              |           |                  |                           |

## Vida personal
Es hija de Carlos Selva, exdiputado nacional e intendente de Mercedes.